# Costituzione del Marocco
La prima Costituzione del Marocco (Constitutions marocaines) è stata adottata nel 1962, 6 anni dopo che il paese ha riacquistato l'indipendenza. A seguito di quel evento il re, Muhammad V, ha lavorato per la creazione di istituzioni politiche e costituzionali. La prima istituzione create in origine è il Consiglio consultivo nazionale e, il 15 novembre 1959, avviene l'emanazione del Dahir, il testo legislativo che disciplinava le libertà pubbliche e la libertà di espressione. Nel 1960, fu creato il Consiglio costituzionale e il progetto della prima Costituzione fu proposto il 18 novembre 1962 e ratificato con referendum il 7 dicembre 1962 e promulgato una settimana dopo, il 14 dicembre.
Il 1º luglio 2011 si è tenuto In Marocco un referendum sulle riforme costituzionali. È stato convocato in risposta alle proteste che hanno avuto luogo all'inizio dell'anno, le quali hanno chiesto riforme democratiche. Una commissione doveva elaborare le proposte entro il giugno 2011. Una bozza pubblicata il 17 giugno prevedeva le seguenti modifiche:
- richiedere al re di nominare un primo ministro dal più grande partito in Parlamento;
- concedere una serie di diritti dal monarca al Primo Ministro, compreso lo scioglimento del parlamento;
- consentire al parlamento di concedere l'amnistia in precedenza un privilegio del monarca;
- fare del berbero una lingua ufficiale insieme all'arabo

Secondo quanto riferito, le modifiche sono state approvate dal 98,49% degli elettori. Nonostante i movimenti di protesta che chiedono il boicottaggio del referendum, i funzionari del governo hanno affermato che l'affluenza alle urne è stata del 72,65%.
A seguito del referendum, il 25 novembre 2011 si sono svolte le elezioni parlamentari anticipate.